# Peter Motzfeldt (Schäfer)
Abraham Peter Samuel Timæus Motzfeldt (* 30. Januar 1910 in Salliit; † 23. April 1971) war ein grönländischer Schäfer und Kommunalpolitiker.

## Leben
Peter Motzfeldt war der Sohn des Katecheten Peter Karl Jakob John Jens Motzfeldt und seiner Frau Talithe Bodil Ester Egede. Sein Bruder war der Landesrat Egede Motzfeldt (1907–?), sein Onkel war der Landesrat Hans Motzfeldt und sein Großonkel Jens Chemnitz, der die grönländische Schäferei neubegründet hatte. Peters Vater wurde kurz nach dessen Geburt nach Saarloq versetzt, starb aber nur wenig später. Jung verwitwet kehrte seine Mutter mit ihren vier Söhnen in ihren Heimatort Igaliku zurück. Während seine Brüder Berufsausbildungen erhielten, beschloss Peter, wie seine Vorfahren Viehwirt zu werden und wurde von seinen Onkeln gelehrt. 1938 heiratete er die zwei Jahre jüngere Marie Augusta Gure Kleist (1912–1984). Aus der Ehe ging unter anderem der Politiker Josef Motzfeldt (* 1941) hervor, über den er der Großvater von Nukâka Coster-Waldau (* 1971) war. Nachdem Igaliku gerade aus der Gemeinde Narsaq ausgegliedert worden war, wurde Peter Motzfeldt 1938 in den vierköpfigen Gemeinderat gewählt. Er saß auch im Sysselrat. Daneben war er ein erfolgreicher Schäfer geworden. Er war Vertreter der Schafzüchter in der Grønlandskommission von 1948 bis 1950. Bei der Verwaltungsreform 1950 wurde die Gemeinde Igaliku Teil der neuen Gemeinde Narsaq. Auch dort wurde er in den Gemeinderat gewählt. 1951 wurde der grönländische Schafzüchterverband gegründet und Peter Motzfeldt zu dessen Vorsitzenden ernannt. 1967 gab er das Amt an Erik Egede ab. 1969 zog er sich ganz aus dem Vorstand zurück. 1971 kündigte er an, nach über 32 Jahren als Kommunalpolitiker nicht mehr für den Kommunalrat kandidieren zu wollen, und starb wenige Tage später im Alter von 61 Jahren. Er war Träger der Fortjenstmedaljen in Silber. Ihm zu Ehren ist der Motzfeldtip Tasia benannt, ein großer See nordöstlich von Igaliku, obwohl grönländische Toponyme üblicherweise nicht auf Personennamen basieren. Nach diesem See wiederum ist der Motzfeldt-Komplex bzw. das Motzfeldt-Zentrum benannt, ein dort gelegenes geologisches Gebiet.